# Bruno Murgia
Bruno Murgia (Nuoro, 2 giugno 1967) è un politico italiano.

## Biografia

### Attività politica

#### Consigliere regionale della Sardegna
Alle elezioni regionali in Sardegna del 1999 viene eletto consigliere nelle liste di Alleanza Nazionale, in provincia di Nuoro.
Il 6 giugno 2004 un ordigno è esploso davanti al suo ufficio elettorale a Nuoro, causando lievi danni. L'attentato è stato rivendicato dai Nuclei proletari per il comunismo.
È stato presidente provinciale di Alleanza Nazionale nella provincia di Nuoro.

#### Elezione a deputato
Alle elezioni politiche del 2006 viene eletto alla Camera dei Deputati, nella circoscrizione Sardegna, nelle liste di Alleanza Nazionale.
Alle elezioni politiche del 2008 viene confermato deputato, tra le file del Popolo della Libertà.
Alle elezioni politiche del 2013 è ricandidato alla Camera dei Deputati, nella circoscrizione Sardegna, nelle liste del Popolo della Libertà (in quinta posizione), risultando il secondo dei non eletti.
Il 7 luglio 2016, in seguito alle dimissioni di Settimo Nizzi dalla carica di parlamentare (in quanto eletto Sindaco di Olbia), viene eletto deputato della XVII Legislatura.
Alla Camera dei Deputati aderisce temporaneamente al Gruppo misto, per poi aderire ufficialmente il 29 dicembre 2016 a Fratelli d'Italia - Alleanza Nazionale. Fa parte della VII Commissione (Cultura e Istruzione) della Camera dei Deputati.